# 天王寺 (福島市)
天王寺（てんのうじ）は、福島県福島市飯坂町にある臨済宗妙心寺派の寺院。山号は香積山。

## 概要
用明2年 (587年)の開山。天王寺観音として親しまれている。境内には奥州三十三観音の第十一番札所と信達三十三観音の第十一番札所があり、裏山から発見された「陶製経筒」が国指定重要文化財（考古資料）に指定されている。『天王寺』は、福島市の字名にもなっている。

## 所在地
所在地
- 福島県福島市飯坂町字天王寺21番地

交通
- 鉄道
  - 飯坂温泉駅（福島交通) 徒歩30分